# PARP2
PARP2‏ (Poly(ADP-ribose) polymerase 2) هوَ بروتين يُشَفر بواسطة جين PARP2 في الإنسان.